# マーシャル・マキシマイザー
「マーシャル・マキシマイザー」は、ボカロP柊マグネタイトによるCeVIO AI「音楽的同位体 可不」を用いた楽曲である。2021年8月21日にニコニコ動画およびYouTubeに投稿された。
可不オリジナル曲ではsyudou「キュートなカノジョ」およびツミキ「フォニイ」に次ぐ史上3曲目のミリオン達成楽曲である。2022年にはYouTubeでの再生回数が1,000万回を超え、2021年を代表するボカロ曲であるとされる。
2021年11月23日にアルバム『KAF+YOU KAFU COMPILATION ALBUM シンメトリー』中で配信リリース（先行配信）された。フィジカルリリースとしては、2022年2月25日に発売された CeVIO AI 音楽的同位体 可不の 1st アルバム『シンメトリー』のDISC 1「同化するシンメトリー」に収録された。

## 概要
柊マグネタイト6作品目の楽曲である。作詞・作編曲・Mix・マスタリング・映像は全て柊マグネタイト自身による。ミュージックビデオのイラストはあさ、ギターとアレンジは C'Na による。
柊マグネタイトがそれまでに制作した楽曲とは、方向性が違った作品となっている。公開当時は、ミュージックビデオは1枚絵で長さは3分程度、サビではパキッとしたわかりやすい音のものが流行しており、本作品はそういう要所も押さえつつ、シンセサイザーのサウンドとリズム感の良いワードチョイスからなる「マグネタイト節」が効いた作品となっている。以前の作品に比べ、よりポップなサウンド構成となっている。ジャンルとしてはVOCALOEDM（ボカロEDM）であるとされる。
YouTubeチャンネル Yamaha Music Japan では、柊マグネタイト自身による楽曲解説が行われている。ここではデモ版の音声も公開されている。作っている過程での変化がすごく大きく、最初はロック調であったが、完成した楽曲ではエレクトロ調となっている。
音楽的同位体 可不 1stアルバム『シンメトリー』発売記念で、マーシャル・マキシマイザーのコラボグッズが発売された。

## サウンド
Cubase を用いて作成している。技術としては、レイヤー分けした音色を重ねたり、多くのキックが用いられたりしている。例えば、特徴的なシンセサイザーの音には、複数のテイストの異なるサウンドを重ねることで「もちっぽい」音を表現している。また、スネアにはクラップを2種類重ね、3種類の音声を重ねている。
展開の始まりなど、重要なキックの直前にはリバースさせたキックを用いることで、グルーブ感を増すテクニックが用いられている。また、Aメロのハイハットはシンセサイザーのドラムではなく、ループ素材を用いることで独特のグルーブ感を表現している。
Bメロはピアノ、ベースとクラップからなり、ピアノは半音ずれた音が重なった不協和音を含むメロディーが奏でられ、不安定さが表現されている。サビ直前には「Fail」という歌詞とともにピアノの音は7音が重ねられ、「いい感じになるような」不協和音が用いられている。
サビは半音2つ分転調し、開放感のある表現となっている。サビには16分音符からなるテンポのシンセサイザーやサビのメロディーをなぞったシンセサイザーが鳴っており、多くの音色による厚みのある音が表現されている。また、サビにはキックがなく、生ドラムを加えることで音圧を増した広がりのある音を表現している。

## 本人によるリミックス
2023年6月18日には「マーシャル・マキシマイザー」のアレンジ作品として、柊マグネタイト自身が可不と星界を用いてスプラトゥーンのパロディである「マーシャル・マキシマイカ」を投稿した。2023年6月28日公開版の Billboard JAPAN "ニコニコ VOCALOID SONGS TOP20" では、2位となった。

## 反響
YouTubeでは、2021年11月2日に100万再生、2022年9月23日にはYouTubeで1,000万再生を達成した。ニコニコ動画では、2021年8月26日に10万再生（CeVIO殿堂入り）、2021年11月28日に100万再生（CeVIO伝説入り）を達成した。2021年内に100万再生を達成した「ボカロ曲」11曲のうちの1つである。
Billboard JAPAN "ニコニコ VOCALOID SONGS TOP20" では、2021年8月21日の楽曲にもかかわらず、2022年12月7日のチャート開始以来長期にわたってランクインしている。これまでに通算で77回ランクインしている。柊マグネタイトによる新楽曲の投稿やゲーム『プロジェクトセカイ カラフルステージ! feat. 初音ミク』への収録に際し、ときおり順位が上昇する週も見られた。
また、Billboard JAPAN "ニコニコ VOCALOID SONGS TOP20" 2023年上半期では13位、2024年上半期では11位。年間ランキングでは、2023年 9位、2024年 11位であった。
ボーカロイド楽曲だけでなく全ジャンルを含むBillboard JAPANチャートでもチャートインしている。YouTubeの再生数が多い「Top User Generated Songs」では、2023年3月22日時点で66回チャートインしている。JAPAN Hot 100 のうち急上昇中の楽曲を抽出した「Heatseekers Songs」では、2023年7月12日公開のランキングで19位となり、初ランクインを果たした。
| 公開日         | 順位 | 集計期間                      | 出典    |
| -------------- | ---- | ----------------------------- | ------- |
| 2022年12月7日  | 10位 | 2022年11月28日–2022年12月4日  | [ 31 ]  |
| 2022年12月14日 | 12位 | 2022年12月5日–2022年12月11日  | [ 33 ]  |
| 2022年12月21日 | 9位  | 2022年12月12日–2022年12月18日 | [ 35 ]  |
| 2022年12月28日 | 15位 | 2022年12月19日–2022年12月25日 | [ 37 ]  |
| 2023年1月4日   | 13位 | 2022年12月26日–2023年1月1日   | [ 39 ]  |
| 2023年1月11日  | 11位 | 2023年1月2日–2023年1月8日     | [ 41 ]  |
| 2023年1月18日  | 13位 | 2023年1月9日–2023年1月15日    | [ 42 ]  |
| 2023年1月25日  | 17位 | 2023年1月16日–2023年1月22日   | [ 44 ]  |
| 2023年2月1日   | 18位 | 2023年1月23日–2023年1月29日   | [ 45 ]  |
| 2023年2月8日   | 16位 | 2023年1月30日–2023年2月5日    | [ 47 ]  |
| 2023年2月15日  | 15位 | 2023年2月6日–2023年2月13日    | [ 49 ]  |
| 2023年2月22日  | 17位 | 2023年2月13日–2023年2月19日   | [ 51 ]  |
| 2023年3月1日   | 14位 | 2023年2月20日–2023年2月26日   | [ 53 ]  |
| 2023年3月8日   | 12位 | 2023年2月27日–2023年3月11日   | [ 54 ]  |
| 2023年3月15日  | 11位 | 2023年3月6日–2023年3月12日    | [ 56 ]  |
| 2023年3月29日  | 20位 | 2023年3月13日–2023年3月26日   | [ 57 ]  |
| 2023年4月5日   | 17位 | 2023年3月27日–2023年4月2日    | [ 59 ]  |
| 2023年4月12日  | 20位 | 2023年4月3日–2023年4月9日     | [ 60 ]  |
| 2023年4月19日  | 14位 | 2023年4月10日–2023年4月16日   | [ 62 ]  |
| 2023年4月26日  | 17位 | 2023年4月17日–2023年4月23日   | [ 63 ]  |
| 2023年5月2日   | 14位 | 2023年4月24日–2023年4月30日   | [ 65 ]  |
| 2023年5月10日  | 14位 | 2023年5月1日–2023年5月7日     | [ 66 ]  |
| 2023年5月17日  | 14位 | 2023年5月8日–2023年5月14日    | [ 68 ]  |
| 2023年5月24日  | 18位 | 2023年5月15日–2023年5月21日   | [ 69 ]  |
| 2023年5月31日  | 11位 | 2023年5月22日–2023年5月28日   | [ 71 ]  |
| 2023年6月7日   | 19位 | 2023年5月29日–2023年6月4日    | [ 72 ]  |
| 2023年6月14日  | 15位 | 2023年6月5日–2023年6月11日    | [ 74 ]  |
| 2023年6月21日  | 13位 | 2023年6月12日–2023年6月18日   | [ 75 ]  |
| 2023年6月28日  | 4位  | 2023年6月19日–2023年6月25日   | [ 76 ]  |
| 2023年7月5日   | 9位  | 2023年6月26日–2023年7月2日    | [ 78 ]  |
| 2023年7月12日  | 12位 | 2023年7月3日–2023年7月9日     | [ 79 ]  |
| 2023年7月19日  | 4位  | 2023年7月10日–2023年7月16日   | [ 81 ]  |
| 2023年7月26日  | 7位  | 2023年7月17日–2023年7月23日   | [ 83 ]  |
| 2023年8月1日   | 9位  | 2023年7月24日–2023年7月30日   | [ 85 ]  |
| 2023年8月16日  | 15位 | 2023年7月31日–2023年8月13日   | [ 86 ]  |
| 2023年8月23日  | 14位 | 2023年8月14日–2023年8月20日   | [ 88 ]  |
| 2023年8月30日  | 6位  | 2023年8月21日–2023年8月27日   | [ 90 ]  |
| 2023年9月6日   | 16位 | 2023年8月28日–2023年9月3日    | [ 92 ]  |
| 2023年9月12日  | 13位 | 2023年9月4日–2023年9月10日    | [ 93 ]  |
| 2023年9月20日  | 7位  | 2023年9月11日–2023年9月17日   | [ 95 ]  |
| 2023年9月27日  | 6位  | 2023年9月18日–2023年9月24日   | [ 97 ]  |
| 2023年10月4日  | 9位  | 2023年9月25日–2023年10月1日   | [ 99 ]  |
| 2023年10月11日 | 13位 | 2023年10月2日–2023年10月8日   | [ 100 ] |
| 2023年10月17日 | 11位 | 2023年10月9日–2023年10月15日  | [ 102 ] |
| 2023年10月25日 | 16位 | 2023年10月16日–2023年10月22日 | [ 104 ] |
| 2023年11月1日  | 18位 | 2023年10月23日–2023年10月29日 | [ 106 ] |
| 2023年11月15日 | 17位 | 2023年11月6日–2023年11月12日  | [ 108 ] |
| 2023年11月29日 | 13位 | 2023年11月20日–2023年11月26日 | [ 110 ] |
| 2023年12月13日 | 18位 | 2023年12月4日–2023年12月10日  | [ 112 ] |
| 2023年12月20日 | 14位 | 2023年12月11日–2023年12月17日 | [ 113 ] |
| 2023年12月27日 | 18位 | 2023年12月18日–2023年12月24日 | [ 115 ] |
| 2024年1月3日   | 15位 | 2023年12月25日–2023年12月31日 | [ 116 ] |
| 2024年1月10日  | 16位 | 2024年1月1日–2024年1月7日     | [ 118 ] |
| 2024年1月17日  | 15位 | 2024年1月8日–2024年1月14日    | [ 120 ] |
| 2024年1月24日  | 11位 | 2024年1月15日–2024年1月21日   | [ 121 ] |
| 2024年1月31日  | 8位  | 2024年1月22日–2024年1月28日   | [ 123 ] |
| 2024年2月7日   | 5位  | 2024年1月29日–2024年2月4日    | [ 124 ] |
| 2024年2月14日  | 6位  | 2024年2月5日–2024年2月11日    | [ 126 ] |
| 2024年2月21日  | 6位  | 2024年2月12日–2024年2月18日   | [ 128 ] |
| 2024年3月6日   | 16位 | 2024年2月26日–2024年3月3日    | [ 130 ] |
| 2024年3月13日  | 11位 | 2024年3月4日–2024年3月10日    | [ 132 ] |
| 2024年3月20日  | 11位 | 2024年3月11日–2024年3月17日   | [ 133 ] |
| 2024年3月27日  | 13位 | 2024年3月18日–2024年3月24日   | [ 135 ] |
| 2024年4月3日   | 17位 | 2024年3月25日–2024年3月31日   | [ 136 ] |
| 2024年4月10日  | 18位 | 2024年4月1日–2024年4月7日     | [ 138 ] |
| 2024年4月17日  | 15位 | 2024年4月8日–2024年4月14日    | [ 139 ] |
| 2024年4月24日  | 17位 | 2024年4月15日–2024年4月21日   | [ 141 ] |
| 2024年5月1日   | 18位 | 2024年4月22日–2024年4月28日   | [ 143 ] |
| 2024年5月22日  | 18位 | 2024年5月13日–2024年5月19日   | [ 145 ] |
| 2024年5月29日  | 20位 | 2024年5月20日–2024年5月26日   | [ 147 ] |
| 2024年10月2日  | 20位 | 2024年9月23日–2024年9月29日   | [ 149 ] |
| 2024年11月13日 | 17位 | 2024年11月4日–2024年11月10日  | [ 151 ] |
| 2024年11月20日 | 13位 | 2024年11月11日–2024年11月17日 | [ 153 ] |
| 2024年11月27日 | 16位 | 2024年11月18日–2024年11月24日 | [ 155 ] |
| 2024年12月4日  | 16位 | 2024年11月25日–2024年12月1日  | [ 157 ] |
| 2024年12月25日 | 20位 | 2024年12月16日–2024年12月22日 | [ 24 ]  |

## 評価と二次創作
バーチャルシンガーのヰ世界情緒は、本作について、とにかく耳に残る曲で、歌おうと思って歌うんじゃなくてポロッと出ちゃうような中毒性が高い楽曲だと語っている。また、その中毒性は楽曲自体の力とともにCeVIO AI の可不の声による部分もあり、その二つが混在するすごい曲だと評している。
ボカコレRemix（2021年秋）では、いよわが「マーシャル・マキシマイザー - いよわRemix」を投稿している。梓川による「【REMIX】マーシャル・マキシマイザー – 柊マグネタイト」はボカコレRemix（2021年秋）ランキングで11位に入賞している。
歌い手のあらきによれば、本楽曲を中心に注目を浴び、柊マグネタイトの楽曲を歌う人が増えたと語っている。「歌ってみた」として、ころん、Sou、ウォルピスカーター、あらきなどがカバーしている。和楽器バンドのカバーでは、ミュージックビデオに原曲と同じイラストレーターあさによるイラストが用いられている。
また、可不の音声提供元であるバーチャルシンガー花譜もカバーしており、「マーシャル・マキシマイザー / 花譜 feat. 可不」として可不とのデュエット曲となっている。ミュージックビデオは木澄玲生によるイラストが用いられた。

## ゲームへの収録
2023年2月9日から、香椎モイミの「キャットラビング」とともに株式会社セガの音楽ゲーム『チュウニズム』に追加された。
2024年1月29日には、セガおよびColorful Paletteのリズム&アドベンチャーゲーム『プロジェクトセカイ カラフルステージ! feat. 初音ミク』に収録された。巡音ルカと「Vivid BAD SQUAD」が歌うセカイver.と、可不が歌うバーチャル・シンガーver. の2つの音源が追加された。
可不の発売元であるKAMITSUBAKI STUDIOのリズムゲーム『神椿市協奏中。』にも、リリース日である2024年8月7日から初期収録楽曲として収録されている。